# Liste des villes du Katanga
Article principal : Province du Katanga en République démocratique du Congo
Au sens légal en vigueur en RDC, le Katanga ne comporte que trois villes :
- Kolwezi
- Likasi
- Lubumbashi

Autres localités et territoires :  
- Bukama
- Dilolo
- Fungurume
- Kabalo
- Kabongo
- Moba
- Kalemie
- Kambove
- Kamina
- Kaniama
- Kansenya
- Kapanga
- Kasenga
- Kasumbalesa
- Katuba
- Kenya
- Kamalondo
- Kiambi
- Kinkondja
- Kipushi
- Kilwa
- Kongolo
- Manono
- Mokambo
- Mulongo
- Nyunzu
- Panda
- Pweto
- Rwashi
- Sakania
- Shinkolobwe
- Songa